# Championnats du monde de natation en petit bassin 2012
Navigation
Édition 2010 Édition 2014
Les 11es championnats du monde de natation en petit bassin se déroulent à Istanbul (Turquie) du 12 au 16 décembre 2012.

## Classement par nation
| Rang  | Nation            | Or | Argent | Bronze | Total |
| ----- | ----------------- | -- | ------ | ------ | ----- |
| 1     | États-Unis        | 11 | 8      | 8      | 27    |
| 2     | Chine             | 3  | 5      | 3      | 11    |
| 3     | Hongrie           | 3  | 4      | 3      | 10    |
| 4     | Russie            | 2  | 3      | 4      | 9     |
| 5     | Italie            | 3  | 1      | 0      | 4     |
| 6     | Danemark          | 2  | 2      | 4      | 8     |
| 7     | Allemagne         | 2  | 1      | 1      | 4     |
| 7     | Japon             | 2  | 1      | 1      | 4     |
| 9     | Lituanie          | 2  | 1      | 0      | 3     |
| 10    | Australie         | 1  | 5      | 3      | 9     |
| 11    | Royaume-Uni       | 1  | 2      | 3      | 6     |
| 12    | Afrique du Sud    | 1  | 1      | 0      | 2     |
| 13    | Espagne           | 1  | 0      | 2      | 3     |
| 13    | Nouvelle-Zélande  | 1  | 0      | 2      | 3     |
| 13    | Pologne           | 1  | 0      | 2      | 3     |
| 16    | Brésil            | 1  | 0      | 1      | 2     |
| 17    | Biélorussie       | 1  | 0      | 0      | 1     |
| 17    | Norvège           | 1  | 0      | 0      | 1     |
| 17    | Ukraine           | 1  | 0      | 0      | 1     |
| 20    | Jamaïque          | 0  | 2      | 0      | 2     |
| 20    | Slovénie          | 0  | 2      | 0      | 2     |
| 22    | France            | 0  | 1      | 1      | 2     |
| 23    | Îles Féroé        | 0  | 1      | 0      | 1     |
| 24    | Tchéquie          | 0  | 0      | 1      | 1     |
| 24    | Trinité-et-Tobago | 0  | 0      | 1      | 1     |
| Total | Total             | 40 | 40     | 40     | 120   |

## Records battus

### Records du monde
| 200 m 4 nages (H) | Ryan Lochte |  | 1 min 49 s 63 | 14 décembre 2012 | Ryan Lochte  |  | 1 min 50 s 08 | 17 décembre 2010 |
| 100 m 4 nages (H) | Ryan Lochte |  | 50 s 71       | 15 décembre 2012 | Peter Mankoč |  | 50 s 76       | 12 décembre 2009 |

## Podiums

### Hommes
Initialement médaillé de bronze du 400 mètres nage libre et titré sur 1500 mètres nage libre, le Danois Mads Glæsner perd ces médailles à la suite d'un contrôle antidopage positif. La médaille de bronze du 400 mètres nage libre revient au Néo-Zélandais Matthew Stanley. Le podium du 1500 mètres nage libre se compose de Gregorio Paltrinieri, Pál Joensen et Mateusz Sawrymowicz,. Cependant, une décision du Tribunal arbitral du sport en 2014 réattribue la médaille d'or à Glæsner, Paltrinieri récupérant la médaille d'argent. Glæsner ne récupère pas sa médaille obtenue sur le 400 m nage libre.
| Épreuves             | Or                                                                 | Or                     | Argent                                                                          | Argent         | Bronze                                                                           | Bronze         |
| -------------------- | ------------------------------------------------------------------ | ---------------------- | ------------------------------------------------------------------------------- | -------------- | -------------------------------------------------------------------------------- | -------------- |
| Nage libre           |                                                                    |                        |                                                                                 |                |                                                                                  |                |
| 50 m                 | Vladimir Morozov                                                   | 20 s 55 (RN)           | Florent Manaudou                                                                | 20 s 88        | Anthony Ervin                                                                    | 20 s 99        |
| 100 m                | Vladimir Morozov                                                   | 45 s 65                | Tommaso D'Orsogna                                                               | 46 s 80        | Evgeny Lagunov                                                                   | 46 s 81        |
| 200 m                | Ryan Lochte                                                        | 1 min 41 s 92          | Paul Biedermann                                                                 | 1 min 42 s 07  | Conor Dwyer                                                                      | 1 min 43 s 78  |
| 400 m                | Paul Biedermann                                                    | 3 min 39 s 15          | Yun Hao                                                                         | 3 min 39 s 48  | Matthew Stanley                                                                  | 3 min 41 s 01  |
| 1 500 m              | Mads Glæsner                                                       |                        | Gregorio Paltrinieri                                                            | 14 min 31 s 13 | Pál Joensen                                                                      | 14 min 36 s 93 |
| Papillon             |                                                                    |                        |                                                                                 |                |                                                                                  |                |
| 50 m                 | Nicholas Santos                                                    | 22 s 22 (RC)           | Chad le Clos                                                                    | 22 s 26        | Thomas Shields                                                                   | 22 s 46        |
| 100 m                | Chad le Clos                                                       | 48 s 82                | Thomas Shields                                                                  | 49 s 54        | Ryan Lochte                                                                      | 49 s 59        |
| 200 m                | Kazuya Kaneda                                                      | 1 min 51 s 01 (RC)     | Laszlo Cseh                                                                     | 1 min 51 s 66  | Nikolay Skvortsov                                                                | 1 min 52 s 33  |
| Dos                  |                                                                    |                        |                                                                                 |                |                                                                                  |                |
| 50 m                 | Robert Hurley                                                      | 23 s 04                | Matt Grevers                                                                    | 23 s 17        | Stanislav Donets                                                                 | 23 s 19        |
| 100 m                | Matt Grevers                                                       | 49 s 89                | Stanislav Donets                                                                | 49 s 91        | Guilherme Guido                                                                  | 50 s 50        |
| 200 m                | Radoslaw Kawecki                                                   | 1 min 48 s 48          | Ryan Lochte                                                                     | 1 min 48 s 50  | Ryan Murphy                                                                      | 1 min 48 s 86  |
| Brasse               |                                                                    |                        |                                                                                 |                |                                                                                  |                |
| 50 m                 | Aleksander Rognerud Hetland                                        | 26 s 30                | Damir Dugonjič                                                                  | 26 s 32        | Florent Manaudou                                                                 | 26 s 33        |
| 100 m                | Fabio Scozzoli                                                     | 57 s 10                | Damir Dugonjič                                                                  | 57 s 32        | Kevin Cordes                                                                     | 57 s 83        |
| 200 m                | Dániel Gyurta                                                      | 2 min 01 s 35          | Michael Jamieson                                                                | 2 min 03 s 00  | Vyacheslav Sinkevich                                                             | 2 min 03 s 08  |
| 4 nages              |                                                                    |                        |                                                                                 |                |                                                                                  |                |
| 100 m                | Ryan Lochte                                                        | 51 s 21                | Kenneth To                                                                      | 51 s 38        | George Bovell III                                                                | 51 s 66        |
| 200 m                | Ryan Lochte                                                        | 1 min 49 s 63 (RC, RM) | Daiya Seto                                                                      | 1 min 52 s 80  | László Cseh                                                                      | 1 min 52 s 89  |
| 400 m                | Daiya Seto                                                         | 3 min 59 s 15          | Laszlo Cseh                                                                     | 4 min 00 s 50  | David Verraszto                                                                  | 4 min 02 s 87  |
| Relais               |                                                                    |                        |                                                                                 |                |                                                                                  |                |
| 4 × 100 m nage libre | États-Unis Anthony Ervin Ryan Lochte Jimmy Feigen Matt Grevers     | 3 min 06 s 40          | Italie Luca Dotto Marco Orsi Michele Santucci Filippo Magnini                   | 3 min 07 s 07  | Australie Tommaso D'Orsogna Kyle Richardson Travis Mahoney Kenneth To            | 3 min 07 s 27  |
| 4 × 200 m nage libre | États-Unis Ryan Lochte Conor Dwyer Michael Klueh Matthew McLean    | 6 min 51 s 40          | Australie Tommaso D'Orsogna Jarrod Killey Kyle Richardson Robert Hurley         | 6 min 52 s 29  | Allemagne Paul Biedermann Dimitri Colupaev Christoph Fildebrandt Yannick Lebherz | 6 min 53 s 22  |
| 4 × 100 m 4 nages    | États-Unis Matthew Grevers Kevin Cordes Thomas Shields Ryan Lochte | 3 min 21 s 03          | Russie Stanislav Donets Vyacheslav Sinkevich Nikolay Skvortsov Vladimir Morozov | 3 min 22 s 86  | Australie Robert Hurley Kenneth To Grant Irvine Tommaso D'Orsogna                | 3 min 24 s 77  |

### Femmes
| Épreuves             | Or                                                                                         | Or                     | Argent                                                                    | Argent        | Bronze                                                                                           | Bronze        |
| -------------------- | ------------------------------------------------------------------------------------------ | ---------------------- | ------------------------------------------------------------------------- | ------------- | ------------------------------------------------------------------------------------------------ | ------------- |
| Nage libre           |                                                                                            |                        |                                                                           |               |                                                                                                  |               |
| 50 m                 | Aliaksandra Herasimenia                                                                    | 23 s 64                | Francesca Halsall                                                         | 23 s 87       | Jeanette Ottesen Gray                                                                            | 24 s 00       |
| 100 m                | Britta Steffen                                                                             | 52 s 31                | Megan Romano                                                              | 52 s 48       | Yi Tang                                                                                          | 52 s 73       |
| 200 m                | Allison Schmitt                                                                            | 1 min 53 s 59          | Katinka Hosszú                                                            | 1 min 54 s 31 | Melanie Costa Schmid                                                                             | 1 min 54 s 45 |
| 400 m                | Melanie Costa Schmid                                                                       | 4 min 1 s 18           | Chloe Sutton                                                              | 4 min 1 s 20  | Lauren Boyle                                                                                     | 4 min 1 s 24  |
| 800 m                | Lauren Boyle                                                                               | 8 min 8 s 62           | Lotte Friis                                                               | 8 min 10 s 99 | Chloe Sutton                                                                                     | 8 min 15 s 53 |
| Papillon             |                                                                                            |                        |                                                                           |               |                                                                                                  |               |
| 50 m                 | Ying Lu                                                                                    | 25 s 14                | Jiao Liuyang                                                              | 25 s 23       | Jeanette Ottesen Gray                                                                            | 25 s 55       |
| 100 m                | Ilaria Bianchi                                                                             | 56 s 13                | Liu Zige                                                                  | 56 s 58       | Jemma Lowe                                                                                       | 56 s 66       |
| 200 m                | Katinka Hosszú                                                                             | 2 min 2 s 20 (RC, RE)  | Jiao Liuyang                                                              | 2 min 2 s 28  | Jemma Lowe                                                                                       | 2 min 3 s 19  |
| Dos                  |                                                                                            |                        |                                                                           |               |                                                                                                  |               |
| 50 m                 | Zhao Jing                                                                                  | 25 s 95 (RC)           | Olivia Smoliga                                                            | 26 s 13       | Aleksandra Urbanczyk                                                                             | 26 s 50       |
| 100 m                | Olivia Smoliga                                                                             | 56 s 64                | Mie Østergaard Nielsen                                                    | 57 s 07       | Simona Baumrtova                                                                                 | 57 s 18       |
| 200 m                | Daryna Zevina                                                                              | 2 min 2 s 24           | Bonnie Brandon                                                            | 2 min 3 s 19  | Duane Da Rocha Marce                                                                             | 2 min 4 s 15  |
| Brasse               |                                                                                            |                        |                                                                           |               |                                                                                                  |               |
| 50 m                 | Rūta Meilutytė                                                                             | 29 s 44                | Alia Atkinson                                                             | 29 s 67       | Sarah Katsoulis                                                                                  | 29 s 94       |
| 100 m                | Rūta Meilutytė                                                                             | 1 min 3 s 52 (RC, RE)  | Alia Atkinson                                                             | 1 min 3 s 80  | Rikke Møller Pedersen                                                                            | 1 min 4 s 05  |
| 200 m                | Rikke Møller Pedersen                                                                      | 2 min 16 s 08 (RC)     | Laura Sogar                                                               | 2 min 16 s 93 | Kanako Watanabe                                                                                  | 2 min 19 s 39 |
| 4 nages              |                                                                                            |                        |                                                                           |               |                                                                                                  |               |
| 100 m                | Katinka Hosszú                                                                             | 58 s 49 (RC)           | Rūta Meilutytė                                                            | 58 s 79       | Jing Zhao                                                                                        | 58 s 80       |
| 200 m                | Ye Shiwen                                                                                  | 2 min 4 s 64 (RC)      | Katinka Hosszú                                                            | 2 min 4 s 72  | Hannah Miley                                                                                     | 2 min 7 s 12  |
| 400 m                | Hannah Miley                                                                               | 4 min 23 s 14 (RC, RE) | Ye Shiwen                                                                 | 4 min 23 s 33 | Katinka Hosszú                                                                                   | 4 min 25 s 95 |
| Relais               |                                                                                            |                        |                                                                           |               |                                                                                                  |               |
| 4 × 100 m nage libre | États-Unis Megan Romano Jessica Hardy Lia Neal Allison Schmitt                             | 3 min 31 s 01          | Australie Angie Bainbridge Marieke Guehrer Brianna Throssell Sally Foster | 3 min 32 s 90 | Danemark Mie Østergaard Nielsen Pernille Blume Kelly Terry Riber Rasmussen Jeanette Ottesen Gray | 3 min 33 s 22 |
| 4 × 200 m nage libre | États-Unis Megan Romano Chelsea Chenault Shannon Vreeland Allison Schmitt                  | 7 min 39 s 25          | Russie Veronika Popova Elena Sokolova Daria Belyakina Ksenia Yuskova      | 7 min 42 s 77 | Chine Qiu Yuhan Pang Jiaying Guo Junjun Tang Yi                                                  | 7 min 43 s 26 |
| 4 × 100 m 4 nages    | Danemark Mie Østergaard Nielsen Rikke Møller Pedersen Jeanette Ottesen Gray Pernille Blume | 3 min 49 s 87          | Australie Rachel Goh Sarah Katsoulis Marieke Guehrer Angie Bainbridge     | 3 min 50 s 88 | États-Unis Olivia Smoliga Jessica Hardy Claire Donahue Megan Romano                              | 3 min 51 s 46 |